# Mistrzostwa Świata w Narciarstwie Dowolnym i Snowboardingu 2015 – snowcross mężczyzn
Rywalizacja mężczyzn w snowboardowym snowcrossie podczas mistrzostw świata w Kreischbergu została rozegrana 16 stycznia 2015 roku na trasie o nazwie Tatanka. Tytułu sprzed dwóch lat nie obronił Australijczyk Alex Pullin, który w tych mistrzostwach zajął 6. miejsce. Nowym mistrzem świata został reprezentant Włoch Luca Matteotti. Wicemistrzostwo świata wywalczył Kanadyjczyk Kevin Hill, zaś brązowy zdobył Nick Baumgartner z USA.

## Wyniki

### Kwalifikacje
| Pozycja                                                                                  | Nr | Zawodnik             | Państwo          | Zjazd 1     | Zjazd 2     | Najlepszy   | Uwagi |     |
| ---------------------------------------------------------------------------------------- | -- | -------------------- | ---------------- | ----------- | ----------- | ----------- | ----- | --- |
| 1.                                                                                       | 22 | Alex Pullin          | Australia        | 1:00.06 min |             | 1:00.06 min | Q     |     |
| 2.                                                                                       | 2  | Lucas Eguibar        | Hiszpania        | 1:00.35 min |             | 1:00.35 min | Q     |     |
| 3.                                                                                       | 11 | Tommaso Leoni        | Włochy           | 1:00.76 min |             | 1:00.76 min | Q     |     |
| 4.                                                                                       | 24 | Markus Schairer      | Austria          | 1:00.76 min |             | 1:00.76 min | Q     |     |
| 5.                                                                                       | 6  | Alex Deibold         | USA              | 1:00.98 min |             | 1:00.98 min | Q     |     |
| 6.                                                                                       | 16 | Nikołaj Olunin       | Rosja            | 1:01.03 min |             | 1:01.03 min | Q     |     |
| 7.                                                                                       | 5  | Pierre Vaultier      | Francja          | 1:01.03 min |             | 1:01.03 min | Q     |     |
| 8.                                                                                       | 3  | Kevin Hill           | Kanada           | 1:01.08 min |             | 1:01.08 min | Q     |     |
| 9.                                                                                       | 21 | Emanuel Perathoner   | Włochy           | 1:01.09 min |             | 1:01.09 min | Q     |     |
| 10.                                                                                      | 19 | Nick Baumgartner     | USA              | 1:01.19 min |             | 1:01.19 min | Q     |     |
| 11.                                                                                      | 31 | Cameron Bolton       | Australia        | 1:01.20 min |             | 1:01.20 min | Q     |     |
| 12.                                                                                      | 12 | Christopher Robanske | Kanada           | 1:01.26 min |             | 1:01.26 min | Q     |     |
| 13.                                                                                      | 14 | Konstantin Schad     | Niemcy           | 1:01.27 min |             | 1:01.27 min | Q     |     |
| 14.                                                                                      | 20 | Lluís Marín Tarroch  | Andora           | 1:01.39 min |             | 1:01.39 min | Q     |     |
| 15.                                                                                      | 4  | Regino Hernández     | Hiszpania        | 1:01.53 min |             | 1:01.53 min | Q     |     |
| 16.                                                                                      | 23 | Jussi Taka           | Finlandia        | 1:01.55 min |             | 1:01.55 min | Q     |     |
| 17.                                                                                      | 7  | Anton Lindfors       | Finlandia        | 1:01.73 min | 1:01.17 min | 1:01.17 min | Q     |     |
| 18.                                                                                      | 15 | Luca Matteotti       | Włochy           | 1:01.59 min | 1:01.53 min | 1:01.53 min | Q     |     |
| 19.                                                                                      | 30 | Julian Lüftner       | Austria          | 1:01.59 min | 1:02.12 min | 1:01.59 min | Q     |     |
| 20.                                                                                      | 26 | Alessandro Haemmerle | Austria          | 1:01.73 min | 1:02.25 min | 1:01.73 min | Q     |     |
| 21.                                                                                      | 18 | Nate Holland         | USA              | 1:01.77 min | 1:02.14 min | 1:01.77 min | Q     |     |
| 22.                                                                                      | 46 | Laro Herrero         | Hiszpania        | 1:03.16 min | 1:01.84 min | 1:01.84 min | Q     |     |
| 23.                                                                                      | 8  | Stian Sivertzen      | Norwegia         | 1:01.85 min | 1:01.87 min | 1:01.85 min | Q     |     |
| 24.                                                                                      | 43 | Christian Ruud Myhre | Norwegia         | 1:03.01 min | 1:01.86 min | 1:01.86 min | Q     |     |
| 25.                                                                                      | 10 | Paul Berg            | Niemcy           | 1:01.87 min | 1:02.27 min | 1:01.87 min | Q     |     |
| 26.                                                                                      | 13 | Omar Visintin        | Włochy           | 1:02.09 min | 1:02.15 min | 1:02.09 min | Q     |     |
| 27.                                                                                      | 41 | Aleksandr Guchaczew  | Rosja            | 1:03.87 min | 1:02.12 min | 1:02.12 min | Q     |     |
| 28.                                                                                      | 27 | Ken Vuagnoux         | Francja          | 1:02.22 min | 1:07.45 min | 1:02.22 min | Q     |     |
| 29.                                                                                      | 1  | Jarryd Hughes        | Australia        | 1:02.31 min | 1:02.67 min | 1:02.31 min | Q     |     |
| 30.                                                                                      | 29 | Daniił Dilman        | Rosja            | 1:02.44 min | 1:02.33 min | 1:02.33 min | Q     |     |
| 31.                                                                                      | 32 | Tony Ramoin          | Francja          | 1:02.45 min | 1:03.68 min | 1:02.45 min | Q     |     |
| 32.                                                                                      | 17 | Paul-Henri De Le Rue | Francja          | 1:02.47 min | 1:02.50 min | 1:02.47 min | Q     |     |
| 33.                                                                                      | 40 | Shinya Momono        | Japonia          | 1:02.81 min | 1:02.47 min | 1:02.47 min |       |     |
| 34.                                                                                      | 28 | Jerome Lymann        | Szwajcaria       | 1:02.50 min | 1:02.71 min | 1:02.50 min |       |     |
| 35.                                                                                      | 38 | Baptiste Brochu      | Kanada           | 1:03.14 min | 1:02.62 min | 1:02.62 min |       |     |
| 36.                                                                                      | 51 | David Bakeš          | Czechy           | 1:02.83 min | 1:03.28 min | 1:02.83 min |       |     |
| 37.                                                                                      | 45 | Steven Williams      | Argentyna        | 1:02.98 min | 1:02.85 min | 1:02.85 min |       |     |
| 38.                                                                                      | 39 | Martin Nörl          | Niemcy           | 1:03.33 min | 1:03.01 min | 1:03.01 min |       |     |
| 39.                                                                                      | 25 | Hanno Douschan       | Austria          | 1:03.95 min | 1:03.07 min | 1:03.07 min |       |     |
| 40.                                                                                      | 35 | Matija Mihič         | Słowenia         | 1:03.31 min | 1:03.14 min | 1:03.14 min |       |     |
| 41.                                                                                      | 34 | Rok Rogelj           | Słowenia         | 1:03.49 min | 1:03.42 min | 1:03.42 min |       |     |
| 42.                                                                                      | 49 | Simon White          | Argentyna        | 1:04.49 min | 1:03.86 min | 1:03.86 min |       |     |
| 43.                                                                                      | 48 | Jan Kubičík          | Czechy           | 1:03.87 min | 1:03.99 min | 1:03.87 min |       |     |
| 44.                                                                                      | 36 | Geza Kinda           | Rumunia          | 1:04.48 min | 1:04.14 min | 1:04.14 min |       |     |
| 45.                                                                                      | 9  | Trevor Jacob         | USA              | 1:04.18 min | 1:04.83 min | 1:04.18 min |       |     |
| 46.                                                                                      | 37 | Alexis Tsokos        | Grecja           | 1:04.42 min | 1:04.82 min | 1:04.42 min |       |     |
| 47.                                                                                      | 33 | Kevin Klossner       | Szwajcaria       | 1:04.59 min | 1:04.84 min | 1:04.59 min |       |     |
| 48.                                                                                      | 44 | Daisuke Watanabe     | Japonia          | 1:04.93 min | 1:04.86 min | 1:04.86 min |       |     |
| 49.                                                                                      | 52 | Michal Hanko         | Czechy           | 1:09.50 min | 1:06.74 min | 1:06.74 min |       |     |
| 50.                                                                                      | 42 | Tomas Galan De Malta | Argentyna        | 1:08.17 min | 1:07.48 min | 1:07.48 min |       |     |
| 51.                                                                                      | 50 | Woo Jin-yong         | Korea Południowa | 1:10.53 min | 1:08.41 min | 1:08.41 min |       |     |
|                                                                                          | 47 | Thomas Bankes        | Wielka Brytania  | DNS         | DNS         | DNS         | DNS   | DNS |
| DNF – nie ukończył DNS – nie wystartował DSQ – zdyskwalifikowany Q – awans do 1/8 finału |    |                      |                  |             |             |             |       |     |

## Faza Finałowa[2]

### 1/8 Finału
| Pozycja | Nr | Zawodnik             | Państwo   | Uwagi |
| ------- | -- | -------------------- | --------- | ----- |
| 1.      | 22 | Alex Pullin          | Australia | Q     |
| 2.      | 7  | Anton Lindfors       | Finlandia | Q     |
| 3.      | 17 | Paul-Henri De Le Rue | Francja   |       |
| 4.      | 23 | Jussi Taka           | Finlandia |       |

| Pozycja | Nr | Zawodnik             | Państwo  | Uwagi |
| ------- | -- | -------------------- | -------- | ----- |
| 1.      | 10 | Paul Berg            | Niemcy   | Q     |
| 2.      | 3  | Kevin Hill           | Kanada   | Q     |
| 3.      | 43 | Christian Ruud Myhre | Norwegia |       |
| 4.      | 21 | Emanuel Perathoner   | Włochy   |       |

| Pozycja | Nr | Zawodnik             | Państwo | Uwagi |
| ------- | -- | -------------------- | ------- | ----- |
| 1.      | 27 | Ken Vuagnoux         | Francja | Q     |
| 2.      | 18 | Nate Holland         | USA     | Q     |
| 3.      | 6  | Alex Deibold         | USA     |       |
| 4.      | 12 | Christopher Robanske | Kanada  |       |

| Pozycja | Nr | Zawodnik             | Państwo   | Uwagi |
| ------- | -- | -------------------- | --------- | ----- |
| 1.      | 11 | Tommaso Leoni        | Włochy    | Q     |
| 2.      | 26 | Alessandro Haemmerle | Austria   | Q     |
| 3.      | 14 | Konstantin Schad     | Niemcy    |       |
| 4.      | 1  | Jarryd Hughes        | Australia |       |

| Pozycja | Nr | Zawodnik            | Państwo | Uwagi |
| ------- | -- | ------------------- | ------- | ----- |
| 1.      | 20 | Lluís Marín Tarroch | Andora  | Q     |
| 2.      | 30 | Julian Lüftner      | Austria | Q     |
| 3.      | 29 | Daniił Dilman       | Rosja   |       |
|         | 24 | Markus Schairer     | Austria | DNS   |

| Pozycja | Nr | Zawodnik            | Państwo   | Uwagi |
| ------- | -- | ------------------- | --------- | ----- |
| 1.      | 31 | Cameron Bolton      | Australia | Q     |
| 2.      | 46 | Laro Herrero        | Hiszpania | Q     |
| 3.      | 16 | Nikołaj Olunin      | Rosja     |       |
| 4.      | 41 | Aleksandr Guchaczew | Rosja     |       |

| Pozycja | Nr | Zawodnik         | Państwo  | Uwagi |
| ------- | -- | ---------------- | -------- | ----- |
| 1.      | 19 | Nick Baumgartner | USA      | Q     |
| 2.      | 5  | Pierre Vaultier  | Francja  | Q     |
| 3.      | 8  | Stian Sivertzen  | Norwegia |       |
| 4.      | 13 | Omar Visintin    | Włochy   |       |

| Pozycja | Nr | Zawodnik         | Państwo   | Uwagi |
| ------- | -- | ---------------- | --------- | ----- |
| 1.      | 15 | Luca Matteotti   | Włochy    | Q     |
| 2.      | 4  | Regino Hernández | Hiszpania | Q     |
| 3.      | 32 | Tony Ramoin      | Francja   |       |
| 4.      | 2  | Lucas Eguibar    | Hiszpania |       |

### Ćwierćfinały
| Pozycja | Nr | Zawodnik       | Państwo   | Uwagi |
| ------- | -- | -------------- | --------- | ----- |
| 1.      | 22 | Alex Pullin    | Australia | Q     |
| 2.      | 3  | Kevin Hill     | Kanada    | Q     |
| 3.      | 10 | Paul Berg      | Niemcy    |       |
| 4.      | 7  | Anton Lindfors | Finlandia |       |

| Pozycja | Nr | Zawodnik             | Państwo | Uwagi |
| ------- | -- | -------------------- | ------- | ----- |
| 1.      | 26 | Alessandro Haemmerle | Austria | Q     |
| 2.      | 18 | Nate Holland         | USA     | Q     |
| 3.      | 27 | Ken Vuagnoux         | Francja |       |
| 4.      | 11 | Tommaso Leoni        | Włochy  |       |

| Pozycja | Nr | Zawodnik            | Państwo   | Uwagi |
| ------- | -- | ------------------- | --------- | ----- |
| 1.      | 20 | Lluís Marín Tarroch | Andora    | Q     |
| 2.      | 46 | Laro Herrero        | Hiszpania | Q     |
| 3.      | 30 | Julian Lüftner      | Austria   |       |
| 4.      | 31 | Cameron Bolton      | Australia |       |

| Pozycja | Nr | Zawodnik         | Państwo   | Uwagi |
| ------- | -- | ---------------- | --------- | ----- |
| 1.      | 19 | Nick Baumgartner | USA       | Q     |
| 2.      | 15 | Luca Matteotti   | Włochy    | Q     |
| 3.      | 4  | Regino Hernández | Hiszpania |       |
| 4.      | 5  | Pierre Vaultier  | Francja   |       |

### Półfinały
| Pozycja | Nr | Zawodnik             | Państwo   | Uwagi |
| ------- | -- | -------------------- | --------- | ----- |
| 1.      | 18 | Nate Holland         | USA       | QF    |
| 2.      | 3  | Kevin Hill           | Kanada    | QF    |
| 3.      | 26 | Alessandro Haemmerle | Austria   | QSF   |
| 4.      | 22 | Alex Pullin          | Australia | QSF   |

| Pozycja | Nr | Zawodnik            | Państwo   | Uwagi |
| ------- | -- | ------------------- | --------- | ----- |
| 1.      | 15 | Luca Matteotti      | Włochy    | QF    |
| 2.      | 19 | Nick Baumgartner    | USA       | QF    |
| 3.      | 20 | Lluís Marín Tarroch | Andora    | QSF   |
| 4.      | 46 | Laro Herrero        | Hiszpania | QSF   |

### Finały
Mały Finał
| Pozycja | Nr | Zawodnik             | Państwo   |
| ------- | -- | -------------------- | --------- |
| 5.      | 26 | Alessandro Haemmerle | Austria   |
| 6.      | 22 | Alex Pullin          | Australia |
| 7.      | 46 | Laro Herrero         | Hiszpania |
| 8.      | 20 | Lluís Marín Tarroch  | Andora    |

Finał
| Pozycja | Nr | Zawodnik         | Państwo |
| ------- | -- | ---------------- | ------- |
|         | 15 | Luca Matteotti   | Włochy  |
|         | 3  | Kevin Hill       | Kanada  |
|         | 19 | Nick Baumgartner | USA     |
| 4.      | 18 | Nate Holland     | USA     |